# 叶劲光
叶劲光 (英語：Brandon Michael Harry Yip；1985年4月25日—）是加拿大华裔职业冰球运动员，目前效力于大陆冰球联赛（KHL）的北京昆仑鸿星队。他之前曾效力于国家冰球联盟（NHL）科罗拉多雪崩队、纳什维尔掠夺者队和凤凰城郊狼队。他有 3/4 的中国血统和 1/4 的爱尔兰血统。同时，他也是中国男子冰球代表队的队长。 

## 生平
叶劲光的曾祖父为参与修建太平洋铁路的北美华工，叶劲光为第四代中国移民，出生在温哥华地区。2004年，叶劲光被科罗拉多雪崩队在第八轮NHL选秀中看中。随后其进入波士顿大学学习犯罪现场调查专业，并作为波士顿大学冰球队的主力球员随队夺得美国大学冰球联盟的总冠军。随后，叶劲光成为NHL联盟的职业球员。在NHL效力共五个赛季，其完成了174场比赛，总得分56分，也是NHL历史上成绩最好的华人男性冰球运动员。
2017-18赛季，叶劲光加入隶属于大陆冰球联赛的北京昆仑鸿星俱乐部，并以队长身份代表中国国家男子冰球队参加北京冬奥会。